# Хромица
Хро̀мица е село в Южна България, община Ардино, област Кърджали.

## География
| Население по години | Население по години |
| ------------------- | ------------------- |
| 1975 г.             | 470 души            |
| 1985 г.             | 404 души            |
| 1992 г.             | 138 души            |
| 2001 г.             | 61 души             |
| 2011 г.             | 47 души             |
| 2019 г.             | 87 души             |

Село Хромица се намира в най-източната част на Западните Родопи, при границата им с Източните Родопи, на около 14 km запад-югозападно от центъра на град Кърджали и 7 km североизточно от град Ардино.
Селото е застроено на около километър дължина по източната част на възвишение, изтеглено в направление запад – изток. Съседни села са му Ябълковец – на около 2 km на югозапад, Червена скала – на 2 – 2,5 km на запад, Богатино – на около 2 km на северозапад, Брезен – на около 2 km на североизток и на югоизток на около 3 km – Кобиляне, от което Хромица има пътна връзка на запад с общинския център Ардино, а на изток – с областния център Кърджали.
Надморската височина в източния край на село Хромица е около 510 m, а в западния – около 600 m.

## История
Село Хромица е създадено при отделяне от село Млечино през 1968 г. на махала Хромица.
Във фондовете на Държавния архив Кърджали, списък на фондове от масив „С“, се съхраняват документи от съответни периоди на/за Народно основно училище „Никола Йонков Вапцаров“ – с. Хромица, Кърджалийско; фонд 724; 1955 – 1992; Промени в наименованието на фондообразувателя:
– Народно начално училище „Никола Йонков Вапцаров“ (1944 – 1957);
– Народно основно училище „Никола Йонков Вапцаров“ (1957 – 1971);
– Народно начално училище „Никола Йонков Вапцаров“ (1971 – 1988);
– Начално училище – с. Хромица, Кърджалийско (1988 – 1992).

## Население
Преброяване на населението през 2011 г.
Численост и дял на етническите групи според преброяването на населението през 2011 г.:
|                     | Численост | Дял (в %) |
| Общо                | 47        | 100,00    |
| Българи             | 0         | 0. 00     |
| Турци               | 47        | 100,00    |
| Цигани              | 0         | 0,00      |
| Други               | 0         | 0,00      |
| Не се самоопределят | 0         | 0,00      |
| Неотговорили        | 0         | 0,00      |

## Религии
Изповядваната религия в село Хромица е ислям.

## Обществени институции
Село Хромица към 2020 г. е център на кметство Хромица.
Молитвеният дом в селото е джамия.